# Enrico Gotti
Enrico Gotti (né le 18 juillet 1867 à Turin, en Italie et décédé le 6 juin 1920 à Kotë, en Albanie) est un général italien.
En 1887, il participe à la conquête de l'Érythrée par l'armée italienne et se distingue lors du combat de Saati du 25 janvier 1887, ce qui lui vaut la médaille de bronze de la valeur militaire. Il participe ensuite à la conquête d'Asmara et de Keren.
Pendant la Première Guerre mondiale, Enrico Gotti combat sur le front autrichien, ce qui lui vaut une seconde médaille de bronze. Après la guerre, il participe à l'occupation de l'Albanie par l'Italie dans la région de Vlora. Le 6 juin 1920, il est abattu par un groupe de miliciens albanais. Il est ensuite décoré, à titre posthume, de la médaille d'or de la valeur militaire.
Le 26 novembre 1891, Enrico Gotti avait épousé la princesse Marie Bonaparte (1870-1947), fille du prince Napoléon-Charles Bonaparte (1839-1899), avec laquelle il n'a pas eu d'enfant.